# Mägdesprung
Mägdesprung is een stadsdeel van Harzgerode in de Landkreis Harz in Saksen-Anhalt in Duitsland. Mägdesprung ligt aan de Uerdinger Linie, in het traditionele gebied van het Hoogduits.